# Alfabeto turco
O alfabeto turco é o alfabeto utilizado para a escrita do idioma turco. É uma variante do alfabeto latino e consiste em 29 letras (21 consoantes e 8 vogais), das quais algumas (Ç, Ğ, I, İ, Ö, Ş, e Ü) foram adaptadas ou modificadas para as exigências fonéticas da língua. O alfabeto representa a pronúncia moderna da língua turca com um alto grau de precisão e especificidade. É o alfabeto oficial e o último de uma série de sistemas de escrita utilizados para a língua turca ao longo do tempo. A implementação deste alfabeto e a sua adoção em finais da década de 1920 (entrou em vigor em 1 de janeiro de 1929) foi um dos elementos culturais que contribuiu para a vitória do nacionalismo turco e uma das reformas mais importantes de Mustafa Kemal Atatürk.
As letras que formam o alfabeto turco são:
| Maiúsculas |   |   |   |   |   |   |   |   |   |   |   |   |   |   |   |   |   |   |   |   |   |   |   |   |   |   |   |   |
| A          | B | C | Ç | D | E | F | G | Ğ | H | I | İ | J | K | L | M | N | O | Ö | P | R | S | Ş | T | U | Ü | V | Y | Z |
| Minúsculas |   |   |   |   |   |   |   |   |   |   |   |   |   |   |   |   |   |   |   |   |   |   |   |   |   |   |   |   |
| a          | b | c | ç | d | e | f | g | ğ | h | ı | i | j | k | l | m | n | o | ö | p | r | s | ş | t | u | ü | v | y | z |
Das 29 letras, 8 são vogais (A, E, I, İ, O, Ö, U, Ü) e as outras 21 são consoantes.
As letras Q, W, e X do alfabeto latino não existem no alfabeto turco.

## Nomes
Os nomes das vogais são os próprios sons destas vogais, enquanto os nomes das consoantes são o som destas consoantes mais e. A única exceção é o ğ ("yumuşak ge"): a, be, ce, çe, de, e, fe, ge, yumuşak ge, he (ou ha), ı, i, je, ke (ou ka), le, me, ne, o, ö, pe, re, se, şe, te, u, ü, ve, ye, ze.

## Sons
A ortografia do turco é altamente fonética, e a pronúncia de cada palavra sempre pode ser identificada completamente através da maneira com que é grafada. A tabela a seguir apresenta as letras turcas, os sons que correspondem a elas no alfabeto fonético internacional, e como estes sons podem ser reproduzidos aproximadamente por um falante do português.
| Letra | Letra |            | português (aproximação)            | Letra | Letra | AFI | português (aproximação)               |
| ----- | ----- | ---------- | ---------------------------------- | ----- | ----- | --- | ------------------------------------- |
| A     | a     | /ʌ/        | Como a em cama                     | M     | m     | /m/ | Como m em manga                       |
| B     | b     | /b/        | Como b em bola                     | N     | n     | /n/ | Como n em não                         |
| C     | c     | /dʒ/       | Como dj em Djibuti                 | O     | o     | /o/ | Como um o curto em no                 |
| Ç     | ç     | /tʃ/       | Como tch em tchau                  | Ö     | ö     | /œ/ | Como o eu do francês beurre           |
| D     | d     | /d/        | Como d em dois                     | P     | p     | /p/ | Como p em pão                         |
| E     | e     | /e/        | Como e em reto                     | R     | r     | /ɾ/ | Como r em caro (mesmo quando inicial) |
| F     | f     | /f/        | Como f em foz                      | S     | s     | /s/ | Como s em saco                        |
| G     | g     | /g/ ou /ɟ/ | Como g em gordo                    | Ş     | ş     | /ʃ/ | Como ch em chuva                      |
| Ğ     | ğ     | /ɣ/¹       | Como g em paga (nalguns dialetos)¹ | T     | t     | /t/ | Como t em tubo                        |
| H     | h     | /h/        | Como h no inglês hot               | U     | u     | /u/ | Como u em tuba                        |
| I     | ı     | /ɯ/        | Como â em cânhamo                  | Ü     | ü     | /y/ | Como o u do francês musique           |
| İ     | i     | /i/        | Como i em minto                    | V     | v     | /v/ | Como v em valev                       |
| J     | j     | /ʒ/        | Como j in caju                     | Y     | y     | /j/ | Como i em iota                        |
| K     | k     | /k/ ou /c/ | Como c em canguru                  | Z     | z     | /z/ | Como z em zíper                       |
| L     | l     | /ɫ/ ou /l/ | Como l em leão                     |       |       |     |                                       |

1. A ocorrência de [ɣ] é dialetal; para falantes que não a pronunciam como uma fricativa velar sonora, ela simboliza simplesmente um prolongamento da vogal que a antecede.

## História

### Primórdios

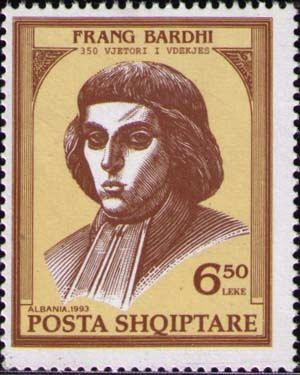
Selo albanês de 1993 em homenagem a Frang Bardhi

O primeiro alfabeto utilizado para a escrita do turco é a escrita Orkhon. No geral, as línguas turcomanas foram escritas em diversos alfabetos diferentes ao longo de suas histórias, incluindo o cirílico, o árabe, o grego, o armênio, o latino, além de diversos outros sistemas de escritas asiáticos.
O turco foi escrito no alfabeto árabe durante todo o período otomano; no entanto, o alfabeto latino já vinha sendo utilizado com o idioma, para propósitos educacionais desde antes mesmo da reforma ocorrida no século XX. Alguns dos exemplos são um dicionário latim-albanês de 1635, escrito por Frang Bardhi, que incorporava diversos ditados em turco num apêndice da obra (como Alma agatsdan irak duschamas – "Uma maçã não cai longe de sua árvore".)

### Alfabeto turco moderno

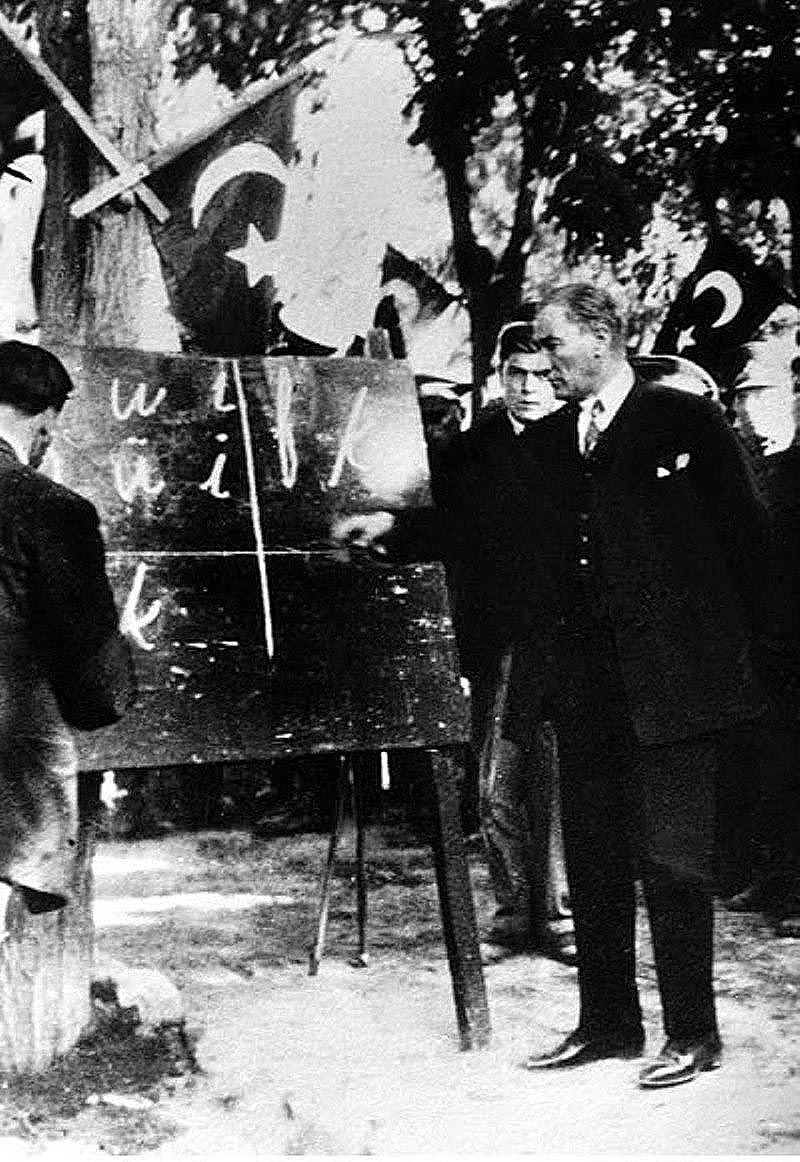
Atatürk apresentando o novo alfabeto turco ao povo de Kayseri, em 20 de setembro de 1928

O atual alfabeto turco de 29 letras, utilizado para o idioma turco, foi estabelecido através da Lei sobre a Adoção e Implementação do Alfabeto Turco, de número 1353, promulgada em 1 de novembro de 1928 como um passo vital na etapa cultural das Reformas de Atatürk. A escrita, que substituiu a antiga escrita turca otomana, foi criada como uma versão ampliada do alfabeto latino, sob iniciativa de Kemal Atatürk, que anunciou a mudança oficial de alfabeto em julho de 1928.
A reforma do alfabeto, combinada posteriormente com a fundação da Associação da Língua Turca, em 1932, com campanhas realizadas pelo Ministério da Educação da Turquia que incluíram a abertura de Centros de Educação Pública por todo o país, além do encorajamento ativo das pessoas pelo próprio Atatürk, que viajava ao redor do país, especialmente ao interior, muitas vezes ensinando em pessoa o novo alfabeto aos populares, logrou alcançar um aumento substancial na taxa de alfabetização da população turca, de um número ao redor de 20% para mais de 90%. As reformas também eram apoiadas pela Lei de Direitos Autorais, lançada em 1934, que encorajava e fortalecia o setor editorial privado. Em 1939 o Primeiro Congresso Turco de Publicações foi organizado em Ancara, visando discutir assuntos como direitos autorais, impressão e o progresso nas melhorias da taxa de alfabetismo e nas publicações científicas; 186 deputados estiveram presentes.

A tarefa de preparar o novo alfabeto com base nas letras latinas, incorporando as modificações necessárias para os sons específicos do idioma turco, foi empreendida pela Comissão da Língua (Dil Encümeni), que consistia dos seguintes membros:
Linguistas
Ragıp Hulûsi Özdem,
Ahmet Cevat Emre,
İbrahim Grandi Grantay,
Educadores
Mehmet Emin Erişirgil,
İhsan Sungu,
Fazıl Ahmet Aykaç,
Escritores e parlamentares
Falih Rıfkı Atay,
Ruşen Eşref Ünaydın,
Yakup Kadri Karaosmanoğlu.
A comissão começou a trabalhar no novo alfabeto em 26 de junho de 1928; a letra Ö foi adotada do alfabeto sueco por sugestão de um tradutor-intérprete sueco da Casa do Dragomano (residência do embaixador) presente à comissão que discutiu a mudança no alfabeto; o Ç foi adotado do alfabeto albanês, o Ş veio do S com vírgula do alfabeto romeno, e o Ü veio do alfabeto alemão. A utilização exclusiva do C para o som de "dj" veio da letra árabe jim, que é a terceira letra do alfabeto árabe; assim, a letra árabe que parecia o jim (C) com três sinais se tornou o Ç, e a letra que parecia o sin (S) com o acréscimo de três marcas se tornou o Ş.